# Швейцарский футбольный союз
Швейцарский футбольный союз  — ассоциация, осуществляющая контроль и управление футболом в Швейцарии. Штаб-квартира расположена в Берне. Основан в 1895 году, член ФИФА с 1904 года, а УЕФА с 1954 года. Это была одна из первых футбольных ассоциаций, созданных за пределами Великобритании.
Союз организовывает деятельность и управляет национальными сборными по футболу, включая главную национальную сборную и женскую сборную по футболу. Кроме того, союз организовывает Чемпионат Швейцарии по футболу.